# Конкурс
Ко́нкурс (лат. concursus — столкновение, стечение) — соревнование, соискательство нескольких лиц в области искусства, наук и прочего, с целью выделить наиболее выдающегося (или выдающихся) конкурсанта-претендента на победу.
Конкурс может проходить в несколько этапов (как правило: отборочный, основной и финальный).

## Определение термина «конкурс» и основные методики проведения конкурсов
Конкурсом считается процесс определения самого лучшего претендента на победу (конкурсанта), или лучших претендентов на победу (конкурсантов), в соответствии с правилами, определёнными перед началом проведения процесса. Определение победителей осуществляется путём «качественного исследования» (экспертизы) или «количественного исследования» (голосования), могут быть совмещены несколько качественных и количественных методов.
В качественном исследовании конкурсанты оцениваются назначенным экспертным жюри, судейской коллегией, группой или группами специально уполномоченных лиц, способных профессионально и объективно оценить качественные характеристики конкурсантов, по определённым правилами конкурса критериям. Определение победителей осуществляется путём суммирования оценок, которые были даны конкурсантам от каждого члена жюри, и выявление конкурсанта или конкурсантов, которые получили высочайшие оценки. Примеры конкурсов с качественными исследованиями: «Оскар», «Грэмми», Green Awards
В количественном исследовании конкурсанты выбираются путём общественного голосования, в котором участники голосования выражают свою симпатию к конкурсантам, пользуясь субъективными мотивами, а принять участие в голосовании может любой рядовой человек (в некоторых случаях человек, который соответствует определённым критериям, например, достиг определённого возраста). Это vox populi (глас народа), референдум, плебисцит. Определение победителей становится возможным за счёт суммирования голосов, отданных конкурсантам в период проведения исследования, и построения рейтинга всех конкурсантов, где победителем считается конкурсант, получивший наибольшее количество голосов и занял первое место в рейтинге. Примеры конкурсов с количественными исследованиями: «Евровидение» (конкурс), шоу «Україна має талант», государственные конституционные выборы
Также существуют комплексные методики оценки, где победителей одновременно определяют одно или несколько экспертных жюри, вместе с количественным опросом общественного мнения. Причём каждая из респондентских групп имеет определённый приоритет, важный для построения интегрального комплексного рейтинга конкурсантов. Пример конкурса с комплексными исследованиями — «Евровидение» (отбор, 50/50% мнение экспертов и симпатий телезрителей).
Понятию «конкурс» также соответствуют специальные премии, награды, которые вручаются по результатам конкурсного отбора лауреата среди ряда номинантов на премию. Кроме лауреатов-победителей за особые достижения могут отмечаться дипломанты.

### Мероприятия, не соответствующие понятию «конкурс»
Конкурсами не являются любые акции и мероприятия, в которых участники не проходят оценку экспертной комиссии или по отношению к которым не проводится процедура голосования. К примеру, к конкурсам не относятся:
- награды и премии вручающиеся вне конкурсного отбора (без экспертизы и голосования) или без участия независимых судейских комиссий, по решению одних лишь учредителей премии или лиц, уполномоченных на вручение премии, а также премии, вручающиеся единственному возможному номинанту;
- рейтинги любых показателей, базирующиеся не на результатах независимой экспертизы или публичного голосования;
- розыгрыши призов, в которых для победы необходимо совершить какую-то определённую последовательность действий, или победители в итоге выбираются случайным образом;
- соревнования с однозначно определёнными условиями, в которых победителем считается лицо или команда, получившая наилучший результат (в соревнованиях допускается, или даже предусматривается участие судейских комиссий, однако в данных мероприятиях судьи исполняют роль контролирующих лиц, аудиторов, следящих за придерживанием участниками соревнованиями определённых правил, и подтверждающих или отрицающих результаты, полученные участниками соревнований);
- викторины и розыгрыши призов, где окончательные победители, выполнившие определённую необходимую последовательность действий, выбираются случайным образом либо по решению организаторов мероприятия;
- лотереи;
- аукционы.

## Сферы применения
Типичные сферы применения конкурсов и конкурсных процедур:
- конкурс на поступление в высшее учебное заведение;
- конкурс проектов на постройку памятника или иного сооружения;
- конкурсы, запросы предложений, тендеры на право заключения договоров на поставку товаров, выполнение работ или предоставление услуг различного вида;
- конкурс грантов;
- благотворительные конкурсы;
- конкурс красоты.

## Призы
Выигравший конкурс, помимо титула победителя, как правило, получает денежное или иное вознаграждение от организаторов — приз (англ. prize).
Призы и титулы могут получать и те, кто занял места ниже первого. В некоторых случаях титул и полагающийся к нему приз может получить человек, даже не вышедший в финал конкурса. Так, на конкурсах красоты зрительским голосованием выбирается «мисс зрительских симпатий», которой может стать любая участница вне зависимости от того, какое место в конкурсе определили ей судьи конкурса (жюри).

## Использование конкурсов

### Мотивация персонала
Конкурсы различного рода часто используются для мотивации персонала. Их цель — повысить мотивацию и заставить сотрудников мобилизоваться за счет азарта, вызванного соревнованием (мероприятие не обязательно добровольное). Например, в компании с большим количеством представителей одной профессии проводятся конкурсы профессионального мастерства. Подобные конкурсы проводятся в свободное от работы время, часто в несколько этапов, решение принимается компетентным и авторитетным жюри.

### Маркетинг
Конкурсы часто используются различными организациями для собственной рекламы. В таких конкурсах организация в качестве призов использует свои товары или услуги. Например, туристическая фирма проводит конкурс красоты среди женщин старше 40 лет, где главный приз — поездка в спа-отель в Египте.

### Благотворительность
Конкурсы часто проводят в благотворительных целях. Зачастую целью является сбор средств для определённой благотворительной организации, кампании, миссии. Такие конкурсы обычно являются платными для участников, вследствие чего и формируется денежный фонд. Например, конкурсы фотографий среди домашних животных. В итоге победители получают призы от компаний партнеров, а взнос от участников достается, например, приютам домашних животных.